# Comitato Olimpico Giordano
Il Comitato Olimpico Giordano (noto anche come "اللجنة الأولمبية الأردنية" in arabo) è un'organizzazione sportiva giordana, nata nel 1957 a Amman, Giordania.
Rappresenta questa nazione presso il Comitato Olimpico Internazionale (CIO) dal 1963 ed ha lo scopo di curare l'organizzazione ed il potenziamento dello sport in Giordania e, in particolare, la preparazione degli atleti giordani, per consentire loro la partecipazione ai Giochi olimpici. L'associazione è, inoltre, membro del Consiglio Olimpico d'Asia.
L'attuale presidente dell'associazione è Feisal Bin Al-Hussein, mentre la carica di segretario generale è occupata da Majed T. Alqatarneh.